# Каган Юрій Соломонович
Юрій Соломонович Каган (16 серпня 1924 — 28 березня 1997) — український вчений-токсиколог, доктор медичних наук (з 1963 року), професор (з 1968 року), член-кореспондент АН УРСР (з 11 квітня 1991 року), член-кореспондент Академії медичних наук України (з 5 квітня 1993 року).

## Біографія
Народився 16 серпня 1924 року. У 1964–1997 роках працював керівником відділу загальної токсикології і медико-біологічних досліджень Інституту екогігієни і токсикології імені Л. І. Медведя. Був членом правління товариства гігієністів України, почесним членом товариства гігієністів Болгарії, заступником голови групи експертів Держхімкомісії Кабінету Міністрів України, членом редколегій 3 іноземних журналів. Нагороджений орденом «Знак Пошани» та медалями.

Могила Юрія Кагана

Помер 28 березня 1997 року. Похований в Києві на Байковому кладовищі (ділянка № 6).

## Наукова діяльність
Досліджував проблеми загальної токсикології, токсикології фосфорорганічних сполук, селективної токсичності, взаємозв'язку структури сполук і механізму їхньої біологічної дії.
Запропонував кількісний критерій для оцінки кумуляції, дослідив механізм кумуляції та селективної токсичності ряду пестицидів. Розробив оригінальний спосіб оцінки комбінованої дії хімічних сполук, запропонував імовірний підхід до визначення порогів токсичної дії. Ряд досліджень присвячено ролі детоксикуючої системи печінки в метаболізмі і механізмі дії пестицидів, механізмам віддаленої нейротоксичності.
Разом з академіком Л. І. Медведем розробив класифікацію пестицидів, якою користуються в країнах ближнього та дальнього зарубіжжя. Неодноразово був консультантом і експертом Всесвітньої організації охорони здоров'я, читав курс лекцій з токсикології по лінії ВООЗ та Міжнародної програми хімічної безпеки.
Автор понад 400 наукових праць, в тому числі 7 монографій, 9 посібників, підручників і довідників, 22 авторських свідоцтв на винаходи. Підготував 16 докторів і 52 кандидатів наук.
Основні наукові праці:
- «Токикология фосфорорганических инсектицидов и гигиена труда при их применении» (1963);
- «Токсикология фосфорорганических пестицидов» (1977);
- «Principles of Pesticide Toxicology» (1985);
- «Медико-биологические аспекты проблемы профилактики воздействия пестицидов» (1991);
- «Проблема комбинированного действия ксенобиотиков» (1996).